# Val d'Allier - Alagnon
Val d'Allier - Alagnon este o arie protejată (sit de importanță comunitară — SCI) din Franța întinsă pe o suprafață de 2.419 ha, integral pe uscat.

## Localizare
Centrul sitului Val d'Allier - Alagnon este situat la coordonatele 45°38′31″N 3°12′37″E / 45.64194°N 3.21028°E.

## Înființare
Situl Val d'Allier - Alagnon a fost declarat arie specială de conservare în baza directivei 92/43 din 1992 referitoare la conservarea habitatelor naturale și a faunei și florei sălbatice pentru a proteja 24 de specii de animale.

## Biodiversitate
Situată în ecoregiunea continentală, aria protejată conține 16 habitate naturale: Roci stâncoase cu vegetație pionieră de Sedo-Scleranthion sau Sedo albi-Veronicion dillenii, Păduri aluvionare cu Alnus glutinosa și Fraxinus excelsior (Alno-Padion, Alnion incanae, Salicion albae), Păduri mixte riverane de Quercus robur, Ulmus laevis și Ulmus minor, Fraxinus excelsior sau Fraxinus angustifolia, de-a lungul marilor râuri (Ulmenion minoris), Lacuri eutrofice naturale cu vegetație de tip Magnopotamion sau Hydrocharition, Pante stâncoase silicioase cu vegetație casmofită, Izvoare petrifiante cu formare de travertin (Cratoneurion), Pante stâncoase calcaroase cu vegetație casmofită, Liziere de ierburi înalte hidrofile de câmpie și de nivel montan până la alpin, Ape stătătoare oligotrofe până la mezotrofe, cu vegetație de Littorelletea uniflorae și/sau de Isoëto-Nanojuncetea, Ape puternic oligomezotrofe cu vegetație bentonică cu Chara spp., Formațiuni ierboase bogate în specii de Nardus, dezvoltate pe substraturi silicioase în zone montane (și în zone submontane, în Europa continentală), Cursuri de apă de la nivel de câmpie la nivel montan, cu vegetație Ranunculion fluitantis și Callitricho-Batrachion, Pășuni continentale udate de apa mării, Râuri cu maluri nămoloase cu vegetație de Chenopodion rubri p.p. și Bidention p.p., Pajiști uscate seminaturale și facies de acoperire cu tufișuri pe substraturi calcaroase (Festuco-Brometalia) (* situri importante pentru orhidee), Fânețe de joasă altitudine (Alopecurus pratensis, Sanguisorba officinalis).
La baza desemnării sitului se află mai multe specii protejate:
- păsări (1): Charadrius dubius curonicus
- amfibieni (2): izvoraș-cu-burta-galbenă (Bombina variegata), triton cu creastă (Triturus cristatus)
- mamifere (6): liliac cârn (Barbastella barbastellus), castor (Castor fiber), vidră de râu (Lutra lutra), liliac comun (Myotis myotis), liliacul mare cu potcoavă (Rhinolophus ferrumequinum), liliacul mic cu potcoavă (Rhinolophus hipposideros)
- nevertebrate (7): Coenagrion mercuriale, Euplagia quadripunctaria, rădașcă (Lucanus cervus), fluturele purpuriu (Lycaena dispar), Ophiogomphus cecilia, Oxygastra curtisii, Unio crassus
- pești (8): Alosa alosa, zglăvoacă (Cottus gobio), Cottus perifretum, cicar (Lampetra planeri), Parachondrostoma toxostoma, Petromyzon marinus, boarță (Rhodeus amarus), somonul (Salmo salar)

Pe lângă speciile protejate, pe teritoriul sitului au mai fost identificate 7 specii de plante, 8 specii de păsări, 1 specie de mamifere, 1 specie de nevertebrate, 2 specii de pești.